# Dytiscoidea
La superfamiglia Dytiscoidea Leach, 1815 è un raggruppamento, ormai considerato obsoleto, appartenente all'ordine Coleoptera.
Sono distinti da elitre dalla superficie poco liscia e dal punto di congiunzione fra queste ultime poco pronunciato. Sono tutti insetti acquatici.

## Tassonomia
La superfamiglia comprendeva le seguenti famiglie:
- Amphizoidae LeConte, 1853
- Aspidytidae Ribera, Beutel, Balke & Vogler, 2002
- Dytiscidae Leach, 1815
- Hygrobiidae Régimbart, 1878
- Meruidae Spangler & Steiner, 2005
- Noteridae C.G. Thomson, 1860